# Saludos Amigos
A Saludos Amigos 1942-ben bemutatott amerikai rajzfilm, amely a 6. Disney-film. Az animációs játékfilm rendezője Norman Ferguson, a producere Walt Disney. A forgatókönyvet Homer Brightman, Joe Grant, Dick Huemer, Harry Reeves, Roy Williams és Ralph Wright írta, a zenéjét Edward Plumb és Paul Smith szerezte. A mozifilm a Walt Disney Productions gyártásában készült, az RKO Pictures forgalmazásában jelent meg. Műfaja: zenés fantasyfilm.
Brazíliában 1942. augusztus 24-én, Amerikában 1943. február 6-án mutatták be a mozikban.

## Szereplők
| Élőszereplő   | Színész         |
| ------------- | --------------- |
| Önmaga        | Walt Disney     |
| Artista       | Frank Thomas    |
| Önmaga        | Mary Blair      |
| Önmaga        | Lee Blair       |
| Önmaga        | Frank Graham    |
| Önmaga        | Norman Ferguson |
| Firkaszereplő | Hang            |
| Goofy         | Pinto Colvig    |
| Donald kacsa  | Clarence Nash   |
| Joe Carioca   | José Oliveira   |
| Narrator      | Fred Shields    |

## Betétdalok
| Dal                | Dal         |
| Spanyol            | Angol       |
| ------------------ | ----------- |
| Saludos Amigos     |             |
| Tico Tico No Fubá  | Carnival    |
| Aquarela do Brasil | Brasil      |
| Escravos de Jó     | Joe Carioca |